# NGC 5666
NGC 5666 (również PGC 51995 lub UGC 9360) – galaktyka spiralna (S?), znajdująca się w gwiazdozbiorze Wolarza. Odkrył ją John Herschel 9 maja 1825 roku.